# Giorni dispari (film)
Giorni dispari è un film del 2000 diretto da Dominick Tambasco.

## Trama
La storia narra delle vicende di Bruna, Giovanna e Salvatore; pur non trattandosi di un film a episodi, i tre, a turno, sono i protagonisti delle loro vicende che li vedono coinvolti e legati fra di loro.
Giovanna è una ragazza disinibita ed emancipata che accetta di diventare popolare permettendo a una troupe televisiva di incentrare sulle sue giornate un documentario che la riguardi, Bruna è l'amica fraterna ed ex compagna di giochi di Giovanna che instaura un rapporto sessuale con Salvatore, il padre di Giovanna. Scoperto a letto da Giovanna che non può evitare lo scandalo, Salvatore è costretto a traslocare a casa della figlia poiché cacciato dalla moglie in quanto colpevole di adulterio.
Tra mille peripezie, la giornata di Giovanna viene messa a soqquadro sia dalle vicende personali che da quelle lavorative, in particolare quando le viene rubato il proprio ciclomotore; Bruna scappata dalle grinfie di Salvatore che aveva creduto nei suoi propositi, senza volerlo, incontra a fine giornata la propria amica con la quale era in lite a causa della storia con suo padre.
Alla fine, come quando erano bambine, propongono un loro abituale e insolito gioco: indossare un paio di occhiali da sole e fingersi invisibili, questo fa sì che ambedue, si allontanino sparendo e riapparendo magicamente nel e dal nulla.

## Distribuzione
La pellicola è stata distribuita nelle sale cinematografiche italiane il 2 giugno 2000.